# Partito Conservatore (Romania)
Il Partito Conservatore (Partidul Conservator, PC) è stato un partito politico romeno.

## Storia
Il PC è stato fondato nel 1991 da Dan Voiculescu, dopo la caduta del regime comunista. Il PC è andato spostandosi nel tempo da posizioni centriste a posizioni conservatrici. Inizialmente, infatti, il PC aveva il nome di Partito Umanista Romeno (Partidul Umanist Român - PUR). Ha assunto l'attuale denominazione nel 2005.

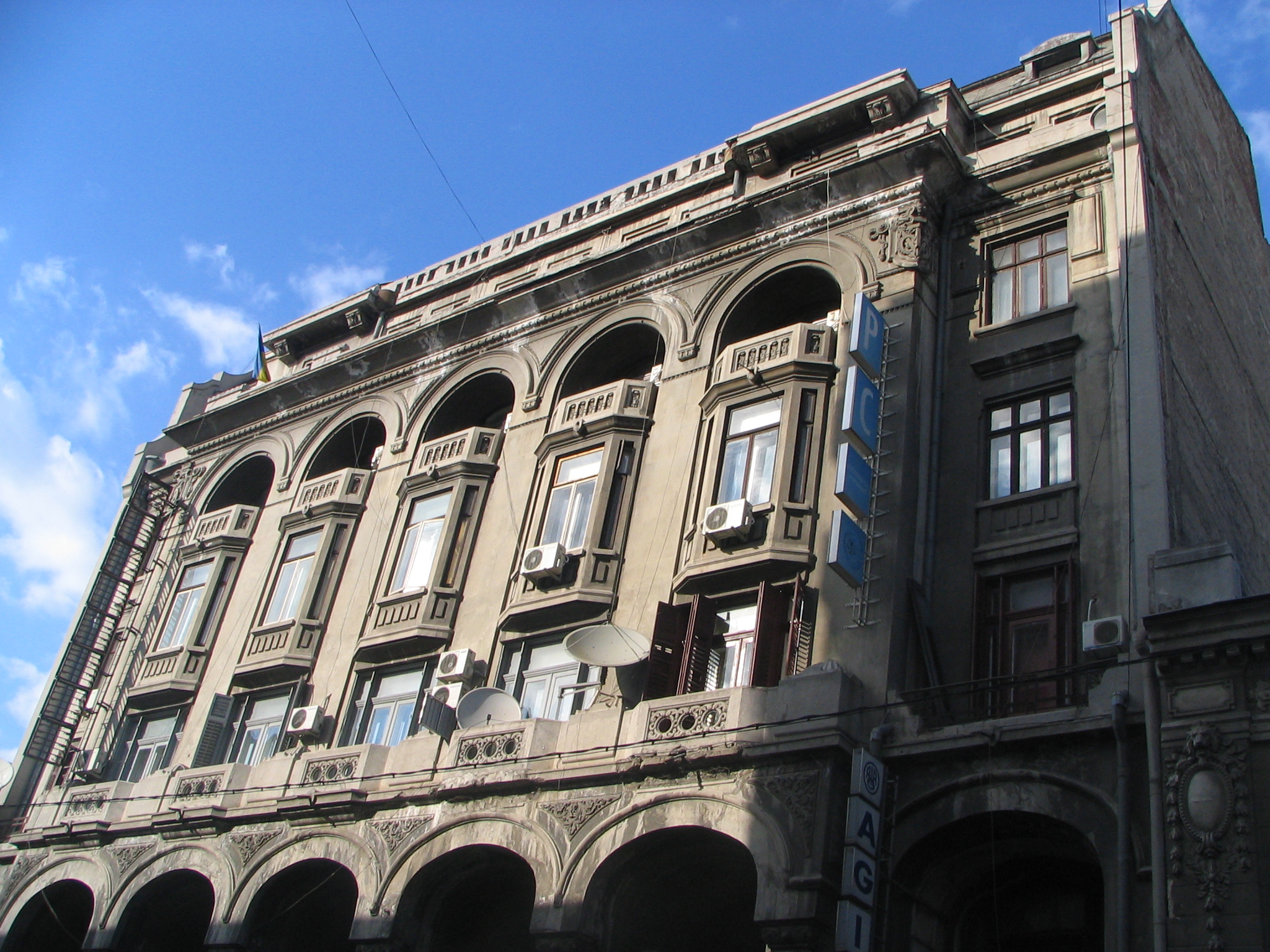
Sede del Partito a Bucarest

Nel 2000 il PC, allora PUR, si coalizzò con il Partito Socialdemocratico (centro-sinistra) e formò con questo il nuovo governo. Il PC/PUR ottenne la formazione di un nuovo Ministero, quello delle Piccole e Medie Imprese, l'elettorato di riferimento dei "conservatori". La soppressione del Ministero nel 2003 provocò la rottura tra PSD e PC/PUR. Nonostante la rottura con il PSD, il PC/PSD si ripresentò in coalizione con i socialdemocratici alle elezioni del 2004. Visto l'insuccesso elettorale e l'esigua maggioranza del governo a guida liberale (formata dal Partito Democratico Liberale e dal Partito Nazionale Liberale), il PC entrò a far parte della nuova maggioranza, salvo uscirne nel 2006.
Il PC si propone di promuovere la famiglia, la solidarietà sociale, l'integrazione europea, oltre che difendere l'identità nazionale. Si ispira direttamente allo storico Partito Conservatore Romeno, uno dei due maggiori partiti rumeni del periodo antecedente alla prima guerra mondiale. È da notare, però, che tra i due partiti non vi è una diretta continuità storica.
Nel 2005, il PC organizzò la "Marcia per i valori familiari" quale reazione allo svolgimento a Bucarest del Gay pride. Il PC, infatti, si oppone al riconoscimento dei matrimoni-gay. Il PC, inoltre, sostiene l'introduzione dell'obbligatorietà dell'educazione religiosa nelle scuole.
Alle politiche del 2008, il PC è ritornato ad allearsi con il PSD. L'alleanza ha ottenuto il 33,1% dei voti (- 3,7%), con una perdita di 18 seggi. Ad avvantaggiarsene sono stati gli avversari del PNL e del PDL che, presentatisi separatamente, hanno ottenuto complessivamente il 51% dei voti, con un incremento del 19%. I liberali nazionali ed i liberal-democratici hanno, infatti, sottratto voti oltre che all'alleanza PC-PSD, anche al Partito Grande Romania, che è passato dal 13 al 3% dei voti.
Il 19 giugno 2015 il Partito Conservatore confluisce insieme al Partito Liberale Riformatore nel nuovo partito Alleanza dei Liberali e dei Democratici.

## Ideologia
Il PC non era iscritto ad alcun partito europeo; all'interno del Parlamento europeo, prima ha aderito al Gruppo dell'Alleanza dei Democratici e dei Liberali per l'Europa (ALDE), poi all'Alleanza Progressista dei Socialisti e dei Democratici (APSD). Segnatamente, all'ALDE aderirono i due rappresentanti conservatori all'interno della delegazione della Romania al Parlamento europeo del 2007 (Silvia Ciornei e Eduard-Raul Hellvig); all'APSD gli esponenti del partito eletti alle europee del 2009 (Sabin Cutaş) e del 2014 (Maria Grapini).
Il PC si pose pertanto come un partito "social conservatore": conservatore sui temi etici, ma sostenitore di un forte ruolo dello stato in economia. Da qui l'ambivalenza delle sue alleanze.

## Struttura

### Presidenti
- Dan Voiculescu (1991 - 2007)
- Daniela Popa (2008 - 2010)
- Daniel Constantin (2010 - 2015)

## Risultati elettorali
| Elezione             | Elezione     | Voti      | %     | Seggi    |
| -------------------- | ------------ | --------- | ----- | -------- |
| Parlamentari 1992    | Camera       | 23.220    | 0,21  | 0 / 341  |
| Parlamentari 1992    | Senato       | 16.689    | 0,15  | 0 / 143  |
| Parlamentari 1996    | Camera       | 106.069   | 0,87  | 0 / 343  |
| Parlamentari 1996    | Senato       | 118.859   | 0,97  | 0 / 143  |
| Parlamentari 2000    | Camera       | 3.968.464 | 36,61 | 6 / 345  |
| Parlamentari 2000    | Senato       | 4.040.212 | 37,09 | 3 / 140  |
| Parlamentari 2004    | Camera       | 3.730.352 | 36,8  | 19 / 332 |
| Parlamentari 2004    | Senato       | 3.798.607 | 37,2  | 11 / 137 |
| Europee 2007         | Europee 2007 | 150.385   | 2,93  | 0 / 35   |
| Parlamentari 2008    | Camera       | 2.279.449 | 33,09 | 4 / 334  |
| Parlamentari 2008    | Senato       | 2.352.968 | 34,16 | 1 / 137  |
| Europee 2009         | Europee 2009 | 1.504.218 | 31,07 | 1 / 33   |
| Parlamentari 2012    | Camera       | 4.327.475 | 58,61 | 13 / 412 |
| Parlamentari 2012    | Senato       | 4.439.884 | 60,07 | 8 / 176  |
| Europee 2014         | Europee 2014 | 2.093.237 | 37,6  | 2 / 32   |
| 1. 2. 3. 4. 5. 6. 7. |              |           |       |          |

| Elezione           | Elezione | Candidato        | Voti      | %     | Esito                 |
| ------------------ | -------- | ---------------- | --------- | ----- | --------------------- |
| Presidenziali 1996 | I turno  | Ioan Pop De Popa | 59.752    | 0,47  | ❌ Non eletta/o (10º) |
| Presidenziali 2000 | I turno  | Ion Iliescu      | 4.076.273 | 36,35 | ✔️ Eletta/o           |
| Presidenziali 2000 | II turno | Ion Iliescu      | 6.696.623 | 66,83 | ✔️ Eletta/o           |
| Presidenziali 2004 | I turno  | Adrian Năstase   | 4.278.864 | 40,9  | ❌ Non eletta/o (2º)  |
| Presidenziali 2004 | II turno | Adrian Năstase   | 4.881.520 | 48,8  | ❌ Non eletta/o (2º)  |
| Presidenziali 2009 | I turno  | Mircea Geoană    | 3.027.838 | 31,15 | ❌ Non eletta/o (2º)  |
| Presidenziali 2009 | II turno | Mircea Geoană    | 5.205.760 | 49,67 | ❌ Non eletta/o (2º)  |
| Presidenziali 2014 | I turno  | Victor Ponta     | 3.836.093 | 40,44 | ❌ Non eletta/o (2º)  |
| Presidenziali 2014 | II turno | Victor Ponta     | 5.211.097 | 45,49 | ❌ Non eletta/o (2º)  |

## Nelle istituzioni

### Governi
- Governo Năstase (2000 - 2003)
- Governo Tăriceanu I (2004 - 2007)
- Governo Ponta I (2012)
- Governo Ponta II (2012 - 2014)
- Governo Ponta III (2014)
- Governo Ponta IV (2014 - 2015)

### Collocazione parlamentare
- Opposizione extraparlamentare (1992-2000)

Governo Văcăroiu, Governo Ciorbea, Governo Vasile, Governo Isărescu
- Maggioranza (2000-2003)

Governo Năstase
- Opposizione (2003-2004)

Governo Năstase
- Maggioranza (2004-2007)

Governo Tăriceanu I
- Opposizione (2007-2008)

Governo Tăriceanu II
- Sostegno parlamentare (2008-2009)

Governo Boc I
- Opposizione (2009-2012)

Governo Boc II, Governo Ungureanu
- Maggioranza (2012-2015)

Governo Ponta I, Governo Ponta II, Governo Ponta III, Governo Ponta IV